# 作品的說話
作品的說話（英語：What the Work Says）是香港男歌手姜濤在2022年4月30日推出的單曲。

## 創作背景
不同年代藝術作品，也可以宣揚愛與和平的訊息，這就是作品要向大家所說的說話。在歌曲中，提及了幾件藝術作品，包括1945年的廣島原爆後的黑白照片（攝影）、1971年灌錄由约翰·列侬所唱的反戰名曲《想象》（音樂）、1947年出版安妮·弗蘭克所撰寫的《安妮日記》（文學）、1989年柏林圍牆遺址延的七彩塗鴉（街頭藝術）及1958年Gerald Holtom所設計的反核符號；這些作品背後的訊息正是跟戰爭與和平。
姜濤之前看過一些有關戰爭的新聞，慨嘆戰爭所帶來的生靈塗炭，於是萌生十胎的創作意念。所以希望在他23歲生日當天，發佈《作品的說話》來宣揚「愛與和平」訊息。

## 製作團隊
- 作曲：Gareth.T
- 填詞：小克
- 編曲：Gareth.T
- 監製：Edward Chan / Gareth.T

## 音樂錄像
《作品的說話》MV於2022年4月30晚9時30分在YouTube平台首播。MV由姜濤本人執導。
姜濤在媒體訪問中講述這個廢棄的商場，就是一個地球的縮影，而在入面所有的人都係無辜者，從來不應該敵對。而MV在尾段特意加入一個初生嬰兒，寄語為了下一代，不要再有戰爭。而MV最後一句，「讓說話留在善良的溫度裡」作為點題。
MV推出20.5小時後獲得百萬點擊，更於48小時超過200萬點擊成績。
《作品的說話》MV獲第27屆亞洲電視大奬 (Asian Television Awards) 最佳音樂影片提名。 另外，在YouTube香港2022年度十大熱門音樂影片中，排行第三位。 並獲叱咤樂壇我最喜愛的歌曲大奬，共得4,262票，大比數拋離其他四強，亦是歷屆叱咤樂壇我最喜愛的歌曲大奬獲最高票數的歌曲。 在美國紐約華語電台M音樂雜誌華語歌曲流行榜年度音樂大賞，得到年度歌曲八强，以及洛杉機中文廣播電台AM1430 Music Zone 2022年度熱播榜獲得年度十大第三位。 在馬來西亞988電台的精彩聲勢排行榜 2022，獲聽眾最愛 TOP 20 流行曲第五位。

### 官方MV觀看次數
| 截至     | Official MV 4/2/2023 |
| -------- | -------------------- |
| 觀看次數 | 12,343,211           |

## 評論
在歌曲推出而來，得到各方面的評論。
姜濤完美地示範了，甚麼叫做真正的「沒有偶包」——放下身為作者的自己，讓作品說話，說出世人的心聲。無論世界怎麼壞，請和他一起相信「人類有靈」。
 — 董啟章， 從作者到作品——姜濤的光速演化， 虛詞
（页面存档备份，存于）
擁有轟動全城能量的23歲平凡男孩，作為香港歌手和年輕人，姜濤的關懷，烙印了他劃時代的影響力。謝謝你，謝謝你們。
 — 素黑
在這階段中，姜濤從觀照自我再次回到世界，並嘗試透過反戰題目，確認「人類善良」這一盼望，「讓說話留在善良的溫度裏」（MV片尾字幕）。
而他也終於克服純靠外表的偶包，亦克服了「必須擺脫偶包才能找回真我」的偶像憂鬱，並刻意在其生日當天發表作品，這正好說明，他更樂意，也非常懂得，怎樣運用自己在粉絲之間的影響力，以流行偶像的身分發揮一種儼如公共知識分子之能。
 — 鄧正健， 《作品的說話》：如何在流行文本中繼續說反戰， 星期日文學
（页面存档备份，存于）

## 派台成績

### 叱咤903專業推介 走勢
| 周次     | 第19周 | 第20周  | 第21周  | 第22周  | 第23周 | 第24周  |
| 放榜日期 | 5月7日 | 5月14日 | 5月21日 | 5月28日 | 6月4日 | 6月11日 |
| 榜上位置 | 11     | 11      | 13      | 13      | 16     | 1       |
| -------- | ------ | ------- | ------- | ------- | ------ | ------- |

### 新城知訊台 勁爆本地榜 走勢
| 周次     | 第22周  | 第23周 | 第24周  | 第25周  | 第26周  |
| 放榜日期 | 5月28日 | 6月4日 | 6月11日 | 6月18日 | 6月25日 |
| 榜上位置 | 11      | 9      | 6       | 7       | 1       |
| -------- | ------- | ------ | ------- | ------- | ------- |

### ViuTV Chill Club 推介榜 走勢
| 周次     | 第20周  | 第21周  | 第22周  | 第23周 |
| 放榜日期 | 5月15日 | 5月22日 | 5月29日 | 6月5日 |
| 榜上位置 | 9       | 2       | 4       | 1      |
| -------- | ------- | ------- | ------- | ------ |

### 加拿大至 HIT 中文歌曲排行榜 走勢
| 周次     | 第21周  | 第22周  | 第23周 | 第24周  | 第25周  | 第26周  | 第27周 |
| 放榜日期 | 5月21日 | 5月28日 | 6月4日 | 6月11日 | 6月18日 | 6月25日 | 7月2日 |
| 榜上位置 | 12      | 9       | 4      | 2       | 1       | 2       | 15     |
| -------- | ------- | ------- | ------ | ------- | ------- | ------- | ------ |

## 串流平台榜單表現

### 播放次數
| 地區 | 音樂串流平台 | 播放次數  |
| ---- | ------------ | --------- |
| 香港 | Spotify      | 1,765,358 |

### 日榜
| 地區     | 音樂串流平台 | 榜單               | 最高排名 |
| -------- | ------------ | ------------------ | -------- |
| 臺灣     | KKBOX        | 粵語新歌日榜       | 4        |
| 新加坡   | KKBOX        | 粵語新歌日榜       | 4        |
| 马来西亚 | KKBOX        | 粵語新歌日榜       | 5        |
| 臺灣     | KKBOX        | 粵語單曲日榜       | 34       |
| 新加坡   | KKBOX        | 粵語單曲日榜       | 27       |
| 香港     | KKBOX        | 本地新歌日榜       | 1        |
| 香港     | KKBOX        | 本地單曲日榜       | 1        |
| 香港     | KKBOX        | 綜合新歌日榜       | 1        |
| 香港     | Spotify      | 香港前200名        | 1        |
| 香港     | Spotify      | VIRAL 50           |          |
| 香港     | MOOV         | 日日新歌Top 100    | 1        |
| 香港     | MOOV         | 日日熱播Top 100    | 1        |
| 香港     | iTunes       | 香港人氣歌曲排行榜 | 1        |
| 香港     | Apple Music  | 香港百大榜         | 1        |

## 獎項
- 2022年度叱咤樂壇流行榜頒獎典禮「叱咤樂壇我最喜愛的歌曲大獎」